# أوسكار اولسن (سياسي)
أوسكار اولسن (بالنرويجية البوكمول: Oscar Olsen)‏ هو طبيب وسياسي نرويجي، ولد في 23 سبتمبر 1908 في كريستيانساند في النرويج، وتوفي في 4 ديسمبر 2004. حزبياً، نشط في الحزب الليبرالي. وقد انتخب عضو برلمان النرويج ‏.